# Masatoshi Kushibiki
Masatoshi Kushibiki (櫛引 政敏, Kushibiki Masatoshi) est un footballeur japonais né le 29 janvier 1993. Il évolue au poste de gardien de but.

## Biographie
Il participe au championnat d'Asie des moins de 19 ans en 2012, puis au championnat d'Asie des moins de 23 ans en 2016. Le Japon remporte le championnat en 2016, en battant la Corée du Sud en finale.
Il participe ensuite au Tournoi de Toulon 2016, puis aux Jeux olympiques d'été de 2016 organisées au Brésil. Lors du tournoi olympique, il joue un match contre le Nigeria (défaite 5-4).

## Palmarès
- Vainqueur du championnat d'Asie des moins de 23 ans en 2016 avec l'équipe du Japon